# Bodo Thomas
Bodo Thomas (* 1. Februar 1932 in Berlin; † 10. Mai 1995 ebenda) war ein deutscher Politiker (SPD) und Inoffizieller Mitarbeiter des Ministeriums für Staatssicherheit (MfS) der DDR.
Thomas machte 1951 sein Abitur und studierte Rechts- und Geschichtswissenschaft an der Freien Universität Berlin.
1954 trat Thomas der SPD bei. Bei der Berliner Wahl 1958 wurde er in die Bezirksverordnetenversammlung im Bezirk Reinickendorf gewählt. Bei der Berliner Wahl 1971 wurde er in das Abgeordnetenhaus von Berlin gewählt, dem er bis 1989 angehörte. Er war im Parlament lange Jahre Mitglied des Ausschusses für Bundesangelegenheiten und Gesamtberliner Fragen.
Im Februar 1993 wurde Thomas wegen Agententätigkeit für das frühere MfS der DDR in Untersuchungshaft genommen. Er war unter dem Decknamen Hans und der Registriernummer XV/14906/60 von 1957 bis 1963 bei der Abteilung XV der Bezirksverwaltung Berlin des MfS erfasst, ab 1963 bei der Hauptabteilung II. Am 10. Mai 1995 nahm er sich das Leben. Seine Ehefrau Helga Thomas war ab März 1989 ebenfalls Mitglied des Abgeordnetenhauses und wurde ebenso wegen des Verdachts auf Agententätigkeit angeklagt.